# Åkersnylthumla
Åkersnylthumla (Bombus campestris) är en insekt i överfamiljen bin (Apoidea) som tillhör undersläktet snylthumlor.

## Utbredning
Humlan finns i större delen av Europa från norra Spanien, södra Italien och Balkan i söder till Sverige och Finland i norr, samt från Spanien och Storbritannien i väster till östra Ryssland i öster. Den finns också i norra och mellersta Asien österut till Kamtjatka och Stilla havet.
I Sverige finns den från Skåne till norra Västerbotten, inklusive Öland och Gotland. Utbredningsområdet har förlängts kraftigt norrut sedan 1970-talet, då nordgränsen gick vid Dalarna och Hälsingland.
I Finland finns arten i södra och mellersta delarna av landet, med undantag för Åland. Norrut når den Norra Österbotten, med enstaka fynd, samt med ett fynd i sydligaste Lappland.
Arten är klassificerad som livskraftig både globalt, i Sverige och i Finland.

## Beskrivning
Åkersnylthumlans utseende har stora variationer (se gärna den nedre bilden). Den kan ha nästan helt svart päls till att ha gul behåring på delar som hjässa, krage, bakre delen av mellankroppen och bakkroppsspetsen. På bakkroppen har oftast tergiterna 4 och 5 gul päls på sidorna, även om de gula områdena kan vara mer omfattande, särskilt hos hanen. Det förekommer även att det gula på bakkroppen är ersatt av orange. Behåringen på bakkroppens ryggsida är i övrigt gles, så det svarta underlaget lyser igenom. De nästan helmörka (melanistiska) individerna är ofta inte helt svarta, utan har otydliga, mörkbruna band på bakkroppen. Arten är en medelstor humla, med en kroppslängd hos honan på 16 till 18 mm, hos hanen 15 till 17 mm. Humlan liknar trädgårdssnylthumlan, men denna har alltid vit bakkroppsspets.

## Ekologi
Habitatet utgörs av lövskog och blandskog, skogsbryn, kalhyggen, ruderatmark med blommande växter, hedar, betesmarker och även av samhällen.
Ängssnylthumlan är en snylthumla, vars dräktiga hona, likt alla snylthumlor, tränger in i ett inte alltför stort bo av någon av värdhumlorna, dödar eller dominerar värddrottningen, och tvingar arbetarna att ta hand om sina egna ägg, som alla ger upphov till honor och hanar; varken den fullbildade avkomman eller modern deltar själva i boets omvårdnad. Arten snyltar framför allt på åkerhumla men även på gräshumla, backhumla och ängshumla.
Arten är polylektisk, den flyger till blommande växter från många olika familjer. Båda könen favoriserar växter från familjer som korgblommiga växter (tistlar och fibblor), strävbladiga växter (som hästtunga), väddväxter (som ängsvädd) samt kransblommiga växter (som jordreva), medan honorna dessutom flyger till familjer som korgblommiga växter (maskrosor), kransblommiga växter (som plister), ärtväxter (som rödklöver) samt grobladsväxter, och hanarna flyger till korgblommiga växter (som gullris och klint) samt rosväxter (som hallonsläktet).
De övervintrade drottningarna kommer fram i slutet på april, medan de nya djuren flyger från juli till september.